# Жизнь, как она есть
«Жизнь, как она есть» (англ. Life as We Know It) — американская мелодрама 2010 года режиссёра Грега Берланти.

## Сюжет
Главные герои в начале фильма идут на свидание, но оно оказывается неудачным и они расходятся. Вскоре друзья, которые организовали им это свидание, Питер и Элисон, погибают в автоаварии и завещают опеку над маленькой дочерью именно им. И теперь Холли и Эрику предстоит объединиться и воспитывать малышку совместно в доме погибших друзей.

## В ролях
- Кэтрин Хайгл — Холли Беренсон[5]
- Джош Дюамель — Эрик Мессер
- Алексис / Бринн / Брук Кладжетты — Софи
- Джош Лукас — Сэм
- Хэйз Макартур — Питер Новак
- Кристина Хендрикс — Элисон Новак
- Мелисса Маккарти — Диди
- Джин Смарт — Хелен Беренсон
- Фэйзон Лав — Уолтер
- Махандра Дельфино — Дженна
- Энди Бакли — Джордж Данн